# もさを。
もさを。は、日本の男性シンガーソングライター。

## 来歴・人物
"女性目線の恋愛ソング"を発表しているシンガーソングライター。顔出しは行わず活動している。
学生時代は野球部に所属し、プロ野球選手を目指していたが、怪我のため野球から引退。その後中学1年生の時にテレビで見た清水翔太をきっかけに音楽を目指し、自ら設立した軽音楽部でRADWIMPSやONE OK ROCKのコピーバンドでギターボーカルとして活動。
2017年からカバーを中心にYouTube・Twitter・nanaで動画を投稿しはじめる。
2020年2月よりTikTokに弾き語り動画の投稿を開始。まもなく発表したオリジナル楽曲「ぎゅっと。」が注目され、同年5月にYouTubeに投稿された弾き語り動画は3ヶ月で500万再生を突破。同年7月に楽曲を配信リリースし、LINE MUSICウィークリーランキングで1位を獲得した。
2021年3月19日、『ミュージックステーション』に初出演。
一年半の活動休止を経て2025年6月22日に復帰を表明。
同日、素顔を公開した。

## ディスコグラフィ

### 配信限定シングル
|      | 配信日         | タイトル                  | 規格                   | 収録アルバム | レーベル                        | 備考 |
| ---- | -------------- | ------------------------- | ---------------------- | ------------ | ------------------------------- | ---- |
| 1st  | 2020年7月27日  | ぎゅっと。                | デジタル・ダウンロード | こいのうた   | Mosawo                          |      |
| 2nd  | 2020年8月24日  | ぎゅっと。(Piano ver.)    | デジタル・ダウンロード | 未収録       | Mosawo                          |      |
| 3rd  | 2020年9月7日   | きらきら                  | デジタル・ダウンロード | こいのうた   | Mosawo                          |      |
| 4th  | 2020年9月28日  | 好きが溢れていたの        | デジタル・ダウンロード | こいのうた   | Mosawo                          |      |
| 5th  | 2020年10月26日 | 会いたい                  | デジタル・ダウンロード | こいのうた   | Mosawo                          |      |
| 6th  | 2020年11月30日 | 冬のプレゼント            | デジタル・ダウンロード | こいのうた   | Mosawo                          |      |
| -    | 2021年1月12日  | ぎゅっと。(SASUKE Remix)  | デジタル・ダウンロード | 未収録       | Mosawo                          |      |
| -    | 2021年2月1日   | ぎゅっと。（A夏目 Remix） | デジタル・ダウンロード | 未収録       | Mosawo                          |      |
| 7th  | 2021年2月22日  | 桜恋                      | デジタル・ダウンロード | こいのうた   | Mosawo                          |      |
| 8th  | 2021年9月13日  | 恋色                      | デジタル・ダウンロード | こいのうた   | Mosawo                          |      |
| -    | 2021年10月27日 | あの音 / もさを。&A夏目   | デジタル・ダウンロード | 未収録       | ROOFTOP                         |      |
| 9th  | 2021年11月21日 | カラメル                  | デジタル・ダウンロード | こいのうた   | Mosawo                          |      |
| 10th | 2022年3月22日  | もう一度 feat. asmi       | デジタル・ダウンロード | こいのうた   | Mosawo                          |      |
| 11th | 2022年6月20日  | ラクガキ                  | デジタル・ダウンロード | こいのうた   | Mosawo                          |      |
| 12th | 2022年7月27日  | ギフト                    | デジタル・ダウンロード | こいのうた   | Mosawo                          |      |
| 13th | 2022年8月31日  | サイダー                  | デジタル・ダウンロード | こいのうた   | Mosawo                          |      |
| 14th | 2022年10月26日 | 1分1秒                    | デジタル・ダウンロード | こいのうた   | Mosawo                          |      |
| 15th | 2022年11月23日 | ハレルヤ                  | デジタル・ダウンロード | こいのうた   | Mosawo                          |      |
| 16th | 2023年2月22日  | キンモクセイ              | デジタル・ダウンロード | 未収録       | Mosawo ユニバーサルミュージック |      |
| 17th | 2023年4月26日  | ブラウニー                | デジタル・ダウンロード | 未収録       | Mosawo ユニバーサルミュージック |      |
| 18th | 2023年11月15日 | Love Song                 | デジタル・ダウンロード | 未収録       | Mosawo ユニバーサルミュージック |      |
| 19th | 2023年12月13日 | Snow White                | デジタル・ダウンロード | 未収録       | Mosawo ユニバーサルミュージック |      |

### アルバム

#### オリジナル・アルバム
|     | 発売日        | タイトル   | 規格 | 規格品番  | 最高位 |
| --- | ------------- | ---------- | ---- | --------- | ------ |
| 1st | 2022年12月7日 | こいのうた | CD   | UMCK-1724 |        |

## タイアップ
| 曲名         | タイアップ                                                                                             |
| ------------ | --- |
| カラメル     | 毎日放送 ドラマ特区『美しい彼』オープニング主題歌                                                      |
| 1分1秒       | 東京海上日動あんしん生命保険 テレビCMソング                                                            |
| ハレルヤ     | 日本テレビドラマ『ぴーすおぶけーき』主題歌                                                             |
| キンモクセイ | 毎日放送 ドラマイズム『美しい彼 シーズン2』エンディング主題歌 映画「劇場版 美しい彼～eternal～」主題歌 |

## 出演イベント
- 2020年8月29日 - a-nation online 2020
- 2021年1月11日 - LIVE BEACON 2021
- 2021年3月19日 - ミュージックステーション 春うた2時間SP